# Wu Ding
Wu Ding (em chinês:  武丁) foi um rei da dinastia Shang, na China antiga, cujo reinado durou de cerca de 1250-1192 a.C. de acordo com a cronologia tradicional, o seu reinado foi 1324-1266 a.C..
Wu Ding é a primeira figura da história das dinastias Chinesas que foi confirmado pelos registros contemporâneos. Anais da dinastia Shang compilado por historiadores por muito tempo se pensou ser um pouco mais do que uma lenda até um "jiǎgǔwén", inscrições em ossos , datando o seu reinado foram descobertos nas ruínas de seu capital Yin (perto de modern Anyang), em 1899.

## História
No sexto ano do reinado de seu pai, ele foi condenado a viver em He (河) e estudar em Gan Pan (甘盤). Estes primeiros anos passou entre as pessoas comuns, permitiu-lhe tornar-se familiarizado com seus problemas diários.
Nos Registros do Grande Historiador , ele foi listado por Sima Qian como o vigésimo-segundo rei Shang, sucedendo a seu pai Xiao Yi (小乙). O oracle com  inscrições em osso descobertos em Yin xu (Ruínas de Yin) alternativamente  registra que ele era o vigésimo primeiro rei da dinastia Shang. Ele foi entronizado no ano de Dingwei (丁未) com o Gan Pan (甘盤) como seu primeiro-ministro e Yin (殷) como sua capital.
Ele cultivou a lealdade das tribos vizinhas ao se casar com uma mulher de cada um delas. Sua consorte favorita, Fu Hao, entrou para a casa real através de um casamento, e aproveitaram a hierarquia da sociedade escravocrata para se elevar através das fileiras militares em geral e a alta sacerdotisa. Uma outra esposa de Wu Ding, Fu Jing, foi responsável pela supervisão da produção agrícola, como este era o assunto que ela adivinhava com mais frequência.
No vigésimo quinto ano do seu reinado, seu filho Zu Ji (祖己) morreu em uma área remota depois de ser exilado.
No vigésimo-nono ano do seu reinado, ele realizou rituais em honra de seu ancestral o rei Tang, o primeiro rei da dinastia Shang, no Templo Real. Irritado com a presença de uma galinha de pé sobre um cerimonial de bronze, vasos, condenou seus vassalos e escreveu um artigo chamado Dia do Complementar de um Sacrifício para Gao Zong (高宗肜日, atualmente no Livro dos Documentos Históricos ).
No trigésimo segundo ano de seu reinado, enviou tropas para Guifang (鬼方) e, após três anos de luta, ele a conquistou. O Di (氐) e bárbaros de Qiang (羌) imediatamente enviaram emissários para Shang para negociar. Seus exércitos partiram para conquistar Dapeng (大彭) no quadragésimo-terceiro ano do seu reinado, e Tunwei (豕韋) no 50º ano de seu reinado.
Ele morreu no qüinquagésimo nono ano do seu reinado, de acordo com todas as fontes disponíveis. Amplamente considerado como um dos melhores reis da dinastia Shang, foi dado o nome póstumo, Wu Ding (武丁e foi sucedido por seu filho Zu Geng (祖庚).